# Gnopharmia irakensis
Gnopharmia irakensis är en fjärilsart som beskrevs av Eugen Wehrli 1938. Gnopharmia irakensis ingår i släktet Gnopharmia och familjen mätare. Inga underarter finns listade i Catalogue of Life.